# Segunda División B de España 2009-10
La temporada 2009-10 de la Segunda División B de España de fútbol corresponde a la 33.ª edición del campeonato y se disputó entre el 29 de agosto de 2009 y el 9 de mayo de 2010 en su fase regular. Posteriormente se disputó la promoción de ascenso entre el 15 de mayo y el 20 de junio.

## Sistema de competición
Participan ochenta clubes de toda la geografía española, encuadrados en cuatro grupos de veinte equipos según proximidad geográfica. Se enfrentan en cada grupo todos contra todos en dos ocasiones -una en campo propio y otra en campo contrario- durante un total de 38 jornadas. El orden de los encuentros se decide por sorteo antes de empezar la competición. La Real Federación Española de Fútbol es la responsable de designar a los árbitros de cada encuentro.
El ganador de un partido obtiene tres puntos, el perdedor no suma puntos, y en caso de un empate hay un punto para cada equipo. Al término del campeonato, los cuatro equipos que acumulan más puntos en cada grupo juegan la promoción de ascenso. Esta promoción tiene formato de eliminación directa a doble partido, los primeros clasificados se enfrentan entre sí en emparejamientos que se determinan por sorteo y los dos vencedores ascienden a Segunda División y juegan otra eliminatoria para decidir el campeón de Segunda División B. Los perdedores se unen al resto de eliminatorias que disputan segundos contra cuartos, y los terceros entre sí. Tras disputarse tres rondas eliminatorias los dos equipos vencedores ascienden igualmente a Segunda División.
Los cuatro últimos equipos clasificados de cada grupo descienden a Tercera División. Los decimosextos clasificados juegan la promoción por la permanencia que se disputa por eliminación directa a doble partido y los emparejamientos se determinan por sorteo. Los dos equipos derrotados pierden la categoría.

## Equipos de la temporada 2009-10
| Datos de ascensos y descensos |
| --- |
| Alicante CF, Deportivo Alavés, SD Eibar y Sevilla Atlético descienden de Segunda División A. Cádiz CF, FC Cartagena, Real Unión Club y Villarreal CF "B" ascienden a Segunda División A. CD Alfaro, UD Alzira, Antequera CF, CD Atlético Baleares, RC Deportivo de La Coruña "B", Granada 74 CF, UD Ibiza, Las Palmas Atlético, RB Linense, Club Marino de Luanco, CDA Navalcarnero, UD Pájara Playas de Jandía, SCR Peña Deportiva, Racing Portuense, Real Sociedad "B", CD San Fernando, Real Valladolid CF "B" y UD Villa de Santa Brígida descienden a Tercera División. También descienden SD Ciudad de Santiago, UD Fuerteventura, Lorca Deportiva CF y Mérida UD por motivos económicos; y el CD Linares desaparece. RSD Alcalá, CP Cacereño, Caravaca CF, AD Cerro Reyes, SD Compostela, RCD Espanyol "B", Gimnástica de Torrelavega, CD Izarra, UD Logroñés, RCD Mallorca "B", CD Mirandés, CF Palencia, Real Oviedo, CD San Roque de Lepe, CF Sporting Mahonés, CD Toledo, Unión Estepona CF y Villajoyosa CF ascienden a Segunda División B. También ascienden el Montañeros CF que ocupa la plaza del SD Ciudad de Santiago, el CD Tenerife "B" que ocupa la plaza del UD Fuerteventura, el Moratalla CF que ocupa la plaza del Lorca Deportiva CF, el CF Villanovense que ocupa la plaza del Mérida UD; y el Jerez Industrial CF ocupa la plaza del CD Linares. |

### Grupo I
En este grupo se encuentran los equipos de: Galicia (6), País Vasco (6), Castilla y León (6) y Navarra (2).
| - RC Celta de Vigo "B" - SD Compostela - CD Lugo - Montañeros CF - Pontevedra CF - Racing de Ferrol - Barakaldo CF - Bilbao Athletic - Deportivo Alavés - SD Eibar |  | - SD Lemona - Sestao River Club - Cultural Leonesa - CD Guijuelo - CD Mirandés - CF Palencia - SD Ponferradina - Zamora CF - CD Izarra - Atlético Osasuna "B" |

### Grupo II
En este grupo se encuentran los equipos de: Asturias (2), Cantabria (2), Comunidad de Madrid (5), Canarias (4), Extremadura (3) y Castilla-La Mancha (4).
| - Real Oviedo - Sporting de Gijón "B" - Gimnástica de Torrelavega - Racing de Santander "B" - RSD Alcalá - AD Alcorcón - Atlético de Madrid "B" - CD Leganés - Real Madrid Castilla - UD Lanzarote |  | - CD Tenerife "B" - Universidad LPGC CF - UD Vecindario - CP Cacereño - AD Cerro Reyes - CF Villanovense - UB Conquense - CD Guadalajara - UD Puertollano - CD Toledo |

### Grupo III
En este grupo se encuentran los equipos de: Cataluña (9), Comunidad Valenciana (8), Islas Baleares (2) y La Rioja (1).
| - CF Badalona - FC Barcelona "B" - RCD Espanyol "B" - CF Gavà - UDA Gramenet - UE Lleida - CE Sabadell FC - UE Sant Andreu - Terrassa FC - CD Alcoyano |  | - Alicante CF - Benidorm CF - CD Denia - Ontinyent CF - Orihuela CF - Valencia CF Mestalla - Villajoyosa CF - RCD Mallorca "B" - CF Sporting Mahonés - UD Logroñés |

### Grupo IV
En este grupo se encuentran los equipos de: Andalucía (12), Región de Murcia (6) y las ciudades autónomas de Ceuta (1) y Melilla (1).
| - Real Betis "B" - Écija Balompié - Granada CF - Real Jaén CF - Jerez Industrial CF - Lucena CF - UD Marbella - Polideportivo Ejido - CD Roquetas - CD San Roque de Lepe |  | - Sevilla Atlético - Unión Estepona CF - Águilas CF - CF Atlético Ciudad - Caravaca CF - Moratalla CF - Real Murcia CF "B" - Sangonera Atlético CF - AD Ceuta - UD Melilla |

## Clasificaciones y resultados

### Grupo I

#### Clasificación
| Pos. | Equipo                  | Pts. | PJ | G  | E  | P  | GF | GC | Dif. | Clasificación                                   |
| ---- | ----------------------- | ---- | -- | -- | -- | -- | -- | -- | ---- | ----------------------------------------------- |
| 1    | S. D. Ponferradina (A)  | 75   | 38 | 21 | 12 | 5  | 44 | 21 | +23  | Acceso a Promoción de ascenso para campeones    |
| 2    | S. D. Eibar             | 66   | 38 | 19 | 9  | 10 | 45 | 34 | +11  | Acceso a Promoción de ascenso para no campeones |
| 3    | C. F. Palencia          | 65   | 38 | 16 | 17 | 5  | 46 | 27 | +19  | Acceso a Promoción de ascenso para no campeones |
| 4    | Pontevedra C. F.        | 63   | 38 | 18 | 9  | 11 | 48 | 37 | +11  | Acceso a Promoción de ascenso para no campeones |
| 5    | Deportivo Alavés        | 62   | 38 | 16 | 14 | 8  | 45 | 31 | +14  |                                                 |
| 6    | S. D. Lemona            | 53   | 38 | 13 | 14 | 11 | 51 | 42 | +9   |                                                 |
| 7    | C. D. Lugo              | 53   | 38 | 13 | 14 | 11 | 49 | 41 | +8   |                                                 |
| 8    | C. A. Osasuna "B"       | 52   | 38 | 13 | 13 | 12 | 38 | 43 | −5   |                                                 |
| 9    | R. C. Celta de Vigo "B" | 51   | 38 | 15 | 6  | 17 | 53 | 61 | −8   |                                                 |
| 10   | Montañeros C. F.        | 49   | 38 | 13 | 10 | 15 | 47 | 49 | −2   |                                                 |
| 11   | Barakaldo C. F.         | 49   | 38 | 12 | 13 | 13 | 40 | 43 | −3   |                                                 |
| 12   | Cultural Leonesa        | 49   | 38 | 12 | 13 | 13 | 46 | 49 | −3   |                                                 |
| 13   | Mirandés                | 48   | 38 | 11 | 15 | 12 | 44 | 42 | +2   |                                                 |
| 14   | Zamora C. F.            | 46   | 38 | 12 | 10 | 16 | 39 | 51 | −12  |                                                 |
| 15   | Bilbao Athletic         | 46   | 38 | 12 | 10 | 16 | 35 | 42 | −7   |                                                 |
| 16   | C. D. Guijuelo          | 45   | 38 | 10 | 15 | 13 | 38 | 36 | +2   | Acceso a Promoción de permanencia               |
| 17   | Sestao River (D)        | 44   | 38 | 11 | 11 | 16 | 32 | 40 | −8   | Descenso a Tercera División                     |
| 18   | C. D. Izarra (D)        | 39   | 38 | 10 | 9  | 19 | 41 | 50 | −9   | Descenso a Tercera División                     |
| 19   | Racing de Ferrol (D)    | 37   | 38 | 7  | 16 | 15 | 31 | 43 | −12  | Descenso a Tercera División                     |
| 20   | S. D. Compostela (D)    | 29   | 38 | 7  | 8  | 23 | 36 | 66 | −30  | Descenso a Tercera División                     |

 Fuente: BDFutbol
Criterios de clasificación: Puntos · Enfrentamientos directos · Diferencia de goles · Goles a favor · Play-off

#### Resultados
| Local \ Visitante    | Bar | Bil | Cel | Com | Cul | Dep | Eib | Gui | Iza | Lem | Lug | Mir | Mon | Osa | Pal | Pof | Pot | RFe | Ses | Zam |
| -------------------- | --- | --- | --- | --- | --- | --- | --- | --- | --- | --- | --- | --- | --- | --- | --- | --- | --- | --- | --- | --- |
| Barakaldo CF         | —   | 3–2 | 1–2 | 2–1 | 1–0 | 2–0 | 0–1 | 1–0 | 1–1 | 0–0 | 0–1 | 1–0 | 2–1 | 2–1 | 1–1 | 1–1 | 0–1 | 0–0 | 3–0 | 3–0 |
| Bilbao Athletic      | 1–2 | —   | 1–0 | 3–1 | 1–1 | 0–2 | 0–1 | 2–1 | 0–2 | 2–0 | 2–1 | 2–0 | 2–1 | 3–0 | 0–2 | 0–1 | 2–3 | 0–0 | 1–0 | 1–0 |
| RC Celta de Vigo "B" | 2–0 | 2–0 | —   | 2–0 | 2–2 | 0–1 | 1–0 | 2–1 | 3–2 | 1–2 | 1–1 | 1–1 | 5–2 | 2–2 | 1–0 | 0–1 | 1–3 | 0–2 | 2–1 | 0–1 |
| SD Compostela        | 2–2 | 0–2 | 2–3 | —   | 0–1 | 1–2 | 1–0 | 1–1 | 0–2 | 2–2 | 1–2 | 1–2 | 1–1 | 2–1 | 0–0 | 0–1 | 1–3 | 2–1 | 0–2 | 2–5 |
| Cultural Leonesa     | 3–1 | 2–0 | 5–2 | 2–4 | —   | 1–0 | 2–1 | 1–0 | 3–1 | 0–0 | 1–1 | 0–0 | 0–3 | 3–2 | 0–0 | 1–0 | 1–1 | 1–1 | 1–1 | 2–0 |
| Deportivo Alavés     | 2–0 | 3–1 | 1–1 | 3–0 | 3–0 | —   | 0–1 | 0–0 | 2–1 | 1–1 | 1–1 | 1–2 | 2–2 | 3–3 | 1–1 | 0–0 | 0–1 | 1–0 | 2–0 | 1–0 |
| SD Eibar             | 1–0 | 3–0 | 3–2 | 2–2 | 2–0 | 1–2 | —   | 1–1 | 2–1 | 3–2 | 2–2 | 1–0 | 1–0 | 0–1 | 2–1 | 2–2 | 1–0 | 1–0 | 1–0 | 2–0 |
| CD Guijuelo          | 1–1 | 1–1 | 1–0 | 1–0 | 2–2 | 0–1 | 0–1 | —   | 1–1 | 2–0 | 2–0 | 1–2 | 4–0 | 1–0 | 0–0 | 0–1 | 1–0 | 3–1 | 0–0 | 2–0 |
| CD Izarra            | 3–0 | 1–1 | 1–2 | 2–0 | 1–0 | 0–0 | 1–2 | 2–0 | —   | 1–2 | 1–1 | 1–2 | 2–0 | 1–2 | 1–1 | 2–1 | 1–2 | 1–1 | 0–1 | 4–0 |
| SD Lemona            | 0–1 | 0–0 | 5–0 | 1–0 | 1–1 | 2–2 | 0–2 | 1–1 | 0–1 | —   | 2–2 | 2–1 | 1–0 | 4–0 | 0–1 | 0–1 | 2–1 | 1–1 | 5–3 | 3–1 |
| CD Lugo              | 4–2 | 1–0 | 0–1 | 2–1 | 0–0 | 0–0 | 3–0 | 1–1 | 4–1 | 0–2 | —   | 1–1 | 0–1 | 0–0 | 3–0 | 0–0 | 2–4 | 0–1 | 0–1 | 1–0 |
| CD Mirandés          | 1–1 | 0–1 | 0–2 | 1–2 | 2–2 | 1–2 | 1–1 | 2–2 | 2–0 | 1–1 | 3–1 | —   | 2–2 | 1–3 | 0–0 | 1–1 | 2–1 | 0–0 | 0–0 | 4–0 |
| Montañeros CF        | 3–1 | 1–1 | 2–0 | 3–0 | 1–0 | 0–0 | 1–1 | 2–1 | 3–0 | 2–2 | 1–2 | 2–1 | —   | 2–0 | 0–0 | 1–2 | 1–1 | 1–0 | 0–2 | 1–1 |
| Atlético Osasuna "B" | 0–0 | 0–0 | 3–2 | 0–0 | 4–2 | 0–0 | 1–0 | 0–1 | 1–0 | 0–3 | 1–1 | 0–0 | 3–1 | —   | 0–1 | 0–1 | 2–1 | 1–0 | 1–1 | 1–0 |
| CF Palencia          | 1–1 | 1–1 | 3–3 | 2–0 | 1–0 | 2–1 | 1–1 | 2–2 | 4–1 | 2–0 | 1–1 | 1–2 | 1–0 | 2–0 | —   | 1–0 | 1–0 | 1–0 | 1–0 | 2–2 |
| SD Ponferradina      | 0–0 | 1–0 | 3–0 | 3–1 | 1–0 | 2–1 | 1–0 | 1–1 | 4–1 | 1–0 | 2–1 | 1–1 | 1–2 | 1–1 | 0–0 | —   | 1–0 | 2–0 | 2–1 | 0–0 |
| Pontevedra CF        | 1–0 | 0–0 | 3–2 | 1–2 | 2–0 | 0–1 | 1–0 | 3–1 | 1–0 | 2–0 | 0–5 | 2–1 | 0–2 | 1–1 | 2–0 | 0–0 | —   | 0–0 | 0–0 | 0–0 |
| Racing de Ferrol     | 3–3 | 1–1 | 1–2 | 1–2 | 2–1 | 2–0 | 1–1 | 2–1 | 0–0 | 1–1 | 2–0 | 1–3 | 1–0 | 1–1 | 0–4 | 1–2 | 0–2 | —   | 1–1 | 1–1 |
| Sestao River Club    | 1–0 | 1–0 | 3–1 | 1–0 | 2–3 | 1–2 | 0–0 | 0–0 | 1–0 | 1–1 | 1–2 | 0–1 | 3–2 | 0–1 | 1–1 | 0–2 | 0–2 | 0–0 | —   | 2–0 |
| Zamora CF            | 1–1 | 3–1 | 1–0 | 1–1 | 3–2 | 1–1 | 3–1 | 1–0 | 0–0 | 1–2 | 1–2 | 1–0 | 3–0 | 0–1 | 0–3 | 1–0 | 3–3 | 2–1 | 2–0 | —   |

### Grupo II

#### Clasificación
| Pos. | Equipo                      | Pts. | PJ | G  | E  | P  | GF | GC | Dif. | Clasificación                                   |
| ---- | --------------------------- | ---- | -- | -- | -- | -- | -- | -- | ---- | ----------------------------------------------- |
| 1    | A. D. Alcorcón (A)          | 73   | 38 | 21 | 10 | 7  | 50 | 30 | +20  | Acceso a Promoción de ascenso para campeones    |
| 2    | Real Oviedo                 | 68   | 38 | 19 | 11 | 8  | 58 | 36 | +22  | Acceso a Promoción de ascenso para no campeones |
| 3    | C. D. Guadalajara           | 64   | 38 | 17 | 13 | 8  | 53 | 36 | +17  | Acceso a Promoción de ascenso para no campeones |
| 4    | Universidad LPGC C. F.      | 64   | 38 | 18 | 10 | 10 | 59 | 51 | +8   | Acceso a Promoción de ascenso para no campeones |
| 5    | C. D. Leganés               | 62   | 38 | 17 | 11 | 10 | 54 | 45 | +9   |                                                 |
| 6    | U. D. Puertollano           | 62   | 38 | 17 | 11 | 10 | 47 | 39 | +8   |                                                 |
| 7    | Atlético de Madrid "B"      | 58   | 38 | 16 | 10 | 12 | 64 | 44 | +20  |                                                 |
| 8    | Real Madrid Castilla C. F.  | 58   | 38 | 16 | 10 | 12 | 68 | 51 | +17  |                                                 |
| 9    | Gimnástica de Torrelavega   | 51   | 38 | 14 | 9  | 15 | 40 | 35 | +5   |                                                 |
| 10   | U. B. Conquense             | 50   | 38 | 12 | 14 | 12 | 50 | 45 | +5   |                                                 |
| 11   | U. D. Vecindario            | 49   | 38 | 12 | 13 | 13 | 45 | 56 | −11  |                                                 |
| 12   | Sporting de Gijón "B"       | 47   | 38 | 13 | 8  | 17 | 40 | 52 | −12  |                                                 |
| 13   | R. S. D. Alcalá             | 44   | 38 | 11 | 11 | 16 | 40 | 52 | −12  |                                                 |
| 14   | A. D. Cerro de Reyes        | 44   | 38 | 10 | 14 | 14 | 42 | 53 | −11  |                                                 |
| 15   | C. P. Cacereño              | 44   | 38 | 10 | 14 | 14 | 43 | 55 | −12  |                                                 |
| 16   | C. D. Toledo (D)            | 43   | 38 | 12 | 7  | 19 | 40 | 57 | −17  | Acceso a Promoción de permanencia               |
| 17   | Racing de Santander "B" (D) | 41   | 38 | 10 | 11 | 17 | 36 | 49 | −13  | Descenso a Tercera División                     |
| 18   | C. F. Villanovense (D)      | 41   | 38 | 10 | 11 | 17 | 45 | 54 | −9   | Descenso a Tercera División                     |
| 19   | C. D. Tenerife "B" (D)      | 38   | 38 | 9  | 11 | 18 | 46 | 51 | −5   | Descenso a Tercera División                     |
| 20   | U. D. Lanzarote (D)         | 34   | 38 | 10 | 4  | 24 | 46 | 85 | −39  | Descenso a Tercera División                     |

 Fuente: BDFutbol
Criterios de clasificación: Puntos · Enfrentamientos directos · Diferencia de goles · Goles a favor · Play-off

#### Resultados
| Local \ Visitante         | Ala | Alo | Atl | Cac | Cer | Con | Gim | Gua | Lan | Leg | Ovi | Pue | Rac | RMC | Spo | Ten | Tol | Uni | Vec | Vil |
| ------------------------- | --- | --- | --- | --- | --- | --- | --- | --- | --- | --- | --- | --- | --- | --- | --- | --- | --- | --- | --- | --- |
| RSD Alcalá                | —   | 0–0 | 0–0 | 1–0 | 2–2 | 2–0 | 0–0 | 0–0 | 3–2 | 0–0 | 1–0 | 0–2 | 0–1 | 2–3 | 1–2 | 1–0 | 2–1 | 1–2 | 1–2 | 1–1 |
| AD Alcorcón               | 1–0 | —   | 3–2 | 2–1 | 2–0 | 1–1 | 1–0 | 1–0 | 2–0 | 1–3 | 2–0 | 2–1 | 3–0 | 2–1 | 1–0 | 1–0 | 2–0 | 1–1 | 3–2 | 2–1 |
| Atlético de Madrid "B"    | 1–2 | 0–0 | —   | 3–1 | 2–1 | 3–0 | 0–0 | 2–3 | 1–2 | 2–1 | 0–2 | 3–0 | 3–1 | 2–1 | 5–0 | 0–0 | 0–1 | 2–3 | 2–0 | 1–1 |
| CP Cacereño               | 0–1 | 1–1 | 2–0 | —   | 0–0 | 1–1 | 2–1 | 1–1 | 5–0 | 0–1 | 1–2 | 0–0 | 1–0 | 2–2 | 1–0 | 4–0 | 3–3 | 1–1 | 2–1 | 1–2 |
| AD Cerro Reyes            | 2–0 | 3–2 | 1–0 | 1–2 | —   | 2–1 | 1–2 | 1–3 | 2–1 | 4–1 | 2–2 | 2–4 | 0–0 | 0–3 | 0–1 | 2–2 | 0–0 | 3–1 | 0–1 | 2–1 |
| UB Conquense              | 4–2 | 0–1 | 2–2 | 0–0 | 1–1 | —   | 1–0 | 1–1 | 2–0 | 0–2 | 0–0 | 3–0 | 1–2 | 1–1 | 1–2 | 2–1 | 1–1 | 1–3 | 1–0 | 2–1 |
| Gimnástica de Torrelavega | 0–1 | 0–0 | 2–0 | 2–0 | 0–0 | 0–0 | —   | 1–2 | 5–0 | 1–0 | 0–1 | 1–0 | 0–1 | 2–2 | 1–0 | 2–1 | 0–1 | 1–0 | 1–1 | 4–0 |
| CD Guadalajara            | 3–3 | 1–0 | 1–1 | 1–1 | 2–0 | 1–1 | 1–0 | —   | 4–0 | 0–1 | 2–0 | 0–0 | 1–1 | 0–0 | 2–1 | 2–3 | 3–0 | 3–1 | 0–1 | 1–1 |
| UD Lanzarote              | 2–1 | 1–1 | 0–4 | 2–1 | 1–2 | 1–3 | 2–1 | 1–2 | —   | 1–2 | 0–2 | 0–1 | 3–0 | 3–4 | 3–3 | 2–2 | 2–1 | 2–1 | 3–1 | 2–1 |
| CD Leganés                | 2–2 | 0–2 | 4–1 | 2–1 | 1–1 | 1–4 | 0–2 | 1–1 | 2–1 | —   | 1–1 | 2–1 | 4–1 | 1–1 | 2–2 | 2–1 | 3–0 | 2–1 | 1–2 | 0–0 |
| Real Oviedo               | 3–3 | 1–1 | 4–3 | 4–0 | 3–0 | 3–2 | 1–0 | 3–1 | 2–0 | 0–0 | —   | 0–0 | 0–0 | 2–1 | 2–1 | 1–0 | 1–1 | 1–2 | 9–1 | 0–0 |
| UD Puertollano            | 1–0 | 2–1 | 1–0 | 0–0 | 1–2 | 1–1 | 2–1 | 2–1 | 3–0 | 1–0 | 3–1 | —   | 2–1 | 1–1 | 1–2 | 1–1 | 1–0 | 0–0 | 2–2 | 1–0 |
| Racing de Santander "B"   | 1–2 | 0–2 | 0–0 | 2–0 | 0–0 | 1–0 | 0–0 | 0–1 | 3–0 | 1–4 | 0–1 | 2–3 | —   | 1–0 | 2–0 | 1–1 | 3–0 | 1–1 | 1–1 | 3–0 |
| Real Madrid Castilla      | 1–1 | 4–1 | 1–3 | 2–1 | 0–0 | 1–1 | 4–2 | 2–0 | 4–1 | 0–1 | 0–1 | 1–1 | 5–2 | —   | 3–1 | 3–0 | 5–1 | 3–2 | 2–3 | 3–0 |
| Sporting de Gijón "B"     | 3–0 | 0–0 | 1–4 | 1–1 | 1–1 | 0–3 | 1–2 | 1–2 | 2–1 | 2–0 | 1–0 | 1–2 | 1–0 | 3–0 | —   | 0–2 | 0–1 | 0–1 | 1–0 | 1–1 |
| CD Tenerife "B"           | 5–1 | 0–1 | 0–2 | 1–2 | 3–0 | 1–0 | 0–2 | 0–1 | 2–2 | 3–0 | 1–0 | 1–1 | 2–0 | 2–2 | 0–1 | —   | 0–1 | 1–1 | 4–1 | 1–1 |
| CD Toledo                 | 0–2 | 0–1 | 1–1 | 1–0 | 4–2 | 0–2 | 1–3 | 1–2 | 2–0 | 1–2 | 0–1 | 1–4 | 1–1 | 0–1 | 3–0 | 2–1 | —   | 4–2 | 1–0 | 1–0 |
| Universidad LPGC CF       | 2–0 | 1–0 | 3–6 | 0–0 | 0–0 | 4–3 | 3–1 | 2–1 | 1–3 | 1–1 | 3–0 | 2–1 | 2–1 | 2–0 | 1–1 | 4–3 | 2–1 | —   | 0–1 | 2–1 |
| UD Vecindario             | 1–0 | 1–1 | 0–2 | 2–2 | 1–1 | 1–2 | 0–0 | 1–1 | 3–1 | 1–1 | 2–2 | 1–0 | 2–0 | 2–1 | 1–1 | 2–1 | 1–1 | 0–0 | —   | 2–3 |
| CF Villanovense           | 2–1 | 2–4 | 1–1 | 1–2 | 1–0 | 1–1 | 5–0 | 0–2 | 4–1 | 1–3 | 1–2 | 3–0 | 1–1 | 1–0 | 1–2 | 0–0 | 3–2 | 0–1 | 2–1 | —   |

### Grupo III

#### Clasificación
| Pos. | Equipo                      | Pts. | PJ | G  | E  | P  | GF | GC | Dif. | Clasificación                                   |
| ---- | --------------------------- | ---- | -- | -- | -- | -- | -- | -- | ---- | ----------------------------------------------- |
| 1    | U. E. Sant Andreu           | 78   | 38 | 23 | 9  | 6  | 66 | 35 | +31  | Acceso a Promoción de ascenso para campeones    |
| 2    | F. C. Barcelona "B" (A)     | 76   | 38 | 22 | 10 | 6  | 65 | 35 | +30  | Acceso a Promoción de ascenso para no campeones |
| 3    | Ontinyent C. F.             | 71   | 38 | 19 | 14 | 5  | 47 | 25 | +22  | Acceso a Promoción de ascenso para no campeones |
| 4    | C. D. Alcoyano              | 69   | 38 | 20 | 9  | 9  | 52 | 32 | +20  | Acceso a Promoción de ascenso para no campeones |
| 5    | C. D. Dénia                 | 64   | 38 | 17 | 13 | 8  | 48 | 35 | +13  |                                                 |
| 6    | Benidorm C. F.              | 64   | 38 | 18 | 10 | 10 | 68 | 51 | +17  |                                                 |
| 7    | Orihuela C. F.              | 55   | 38 | 15 | 10 | 13 | 37 | 42 | −5   |                                                 |
| 8    | R. C. D. Mallorca "B"       | 55   | 38 | 15 | 10 | 13 | 49 | 39 | +10  |                                                 |
| 9    | U. D. Logroñés              | 54   | 38 | 13 | 15 | 10 | 41 | 33 | +8   |                                                 |
| 10   | C. E. Sabadell F. C.        | 49   | 38 | 13 | 10 | 15 | 42 | 45 | −3   |                                                 |
| 11   | U. E. Lleida                | 49   | 38 | 12 | 13 | 13 | 45 | 44 | +1   |                                                 |
| 12   | C. F. Badalona              | 48   | 38 | 13 | 9  | 16 | 41 | 45 | −4   |                                                 |
| 13   | Alicante C. F.              | 46   | 38 | 11 | 13 | 14 | 38 | 42 | −4   |                                                 |
| 14   | C. F. Sporting Mahonés      | 45   | 38 | 10 | 15 | 13 | 36 | 43 | −7   |                                                 |
| 15   | U. D. A. Gramenet           | 43   | 38 | 11 | 10 | 17 | 48 | 59 | −11  |                                                 |
| 16   | R. C. D. Espanyol "B" (D)   | 41   | 38 | 8  | 17 | 13 | 38 | 45 | −7   | Acceso a Promoción de permanencia               |
| 17   | Villajoyosa C. F. (D)       | 34   | 38 | 7  | 13 | 18 | 41 | 52 | −11  | Descenso a Tercera División                     |
| 18   | Valencia C. F. Mestalla (D) | 30   | 38 | 6  | 12 | 20 | 30 | 49 | −19  | Descenso a Tercera División                     |
| 19   | C. F. Gavà (D)              | 30   | 38 | 7  | 9  | 22 | 33 | 72 | −39  | Descenso a Tercera División                     |
| 20   | Terrassa F. C. (D)          | 25   | 38 | 6  | 7  | 25 | 29 | 71 | −42  | Descenso a Tercera División                     |

 Fuente: BDFutbol
Criterios de clasificación: Puntos · Enfrentamientos directos · Diferencia de goles · Goles a favor · Play-off

#### Resultados
| Local \ Visitante    | Alc | Ali | Bad | Bar | Ben | Den | Esp | Gav | Gra | Lle | Log | Mal | Ont | Ori | Sab | San | Spo | Ter | Val | Vil |
| -------------------- | --- | --- | --- | --- | --- | --- | --- | --- | --- | --- | --- | --- | --- | --- | --- | --- | --- | --- | --- | --- |
| CD Alcoyano          | —   | 2–0 | 1–0 | 0–0 | 0–3 | 4–0 | 1–0 | 1–0 | 1–0 | 1–2 | 0–1 | 1–0 | 2–2 | 1–0 | 2–2 | 3–1 | 2–0 | 3–0 | 3–0 | 1–0 |
| Alicante CF          | 1–1 | —   | 0–2 | 2–2 | 2–0 | 0–4 | 0–0 | 2–0 | 0–0 | 2–0 | 0–1 | 1–0 | 1–4 | 2–1 | 1–2 | 0–1 | 0–0 | 2–1 | 2–0 | 4–2 |
| CF Badalona          | 0–0 | 2–0 | —   | 3–0 | 0–1 | 0–2 | 1–1 | 3–3 | 0–4 | 3–0 | 1–3 | 1–0 | 0–2 | 0–2 | 0–1 | 1–2 | 3–0 | 2–0 | 1–1 | 1–1 |
| FC Barcelona "B"     | 1–1 | 2–1 | 3–2 | —   | 1–3 | 1–1 | 1–1 | 5–0 | 3–1 | 2–0 | 1–1 | 1–1 | 2–0 | 2–0 | 3–0 | 2–1 | 1–2 | 4–0 | 2–1 | 2–0 |
| Benidorm CF          | 2–2 | 0–0 | 4–1 | 2–2 | —   | 1–2 | 5–2 | 5–1 | 1–0 | 3–2 | 2–1 | 0–3 | 0–0 | 5–1 | 1–1 | 2–4 | 2–1 | 2–2 | 1–2 | 1–1 |
| CD Dénia             | 2–0 | 2–0 | 2–0 | 1–0 | 2–1 | —   | 1–0 | 3–0 | 2–2 | 0–3 | 0–0 | 2–2 | 1–0 | 3–1 | 2–1 | 0–0 | 1–0 | 3–0 | 1–0 | 1–1 |
| RCD Espanyol "B"     | 0–2 | 1–1 | 2–2 | 0–2 | 3–2 | 0–0 | —   | 1–0 | 2–2 | 0–0 | 1–1 | 1–2 | 1–2 | 0–0 | 3–2 | 0–1 | 0–0 | 2–1 | 0–0 | 1–0 |
| CF Gavà              | 2–4 | 0–1 | 0–0 | 1–3 | 1–2 | 0–0 | 4–1 | —   | 2–1 | 1–5 | 0–2 | 0–2 | 2–1 | 1–2 | 0–3 | 0–0 | 2–1 | 2–1 | 0–0 | 2–1 |
| UDA Gramenet         | 2–1 | 1–1 | 2–0 | 1–2 | 1–1 | 3–0 | 1–1 | 0–2 | —   | 1–0 | 1–1 | 1–0 | 1–3 | 1–3 | 1–0 | 0–5 | 2–1 | 4–2 | 3–1 | 3–1 |
| UE Lleida            | 1–0 | 2–2 | 1–1 | 1–2 | 3–1 | 1–0 | 2–2 | 2–2 | 3–2 | —   | 0–1 | 1–0 | 0–1 | 0–1 | 2–2 | 1–1 | 2–2 | 2–0 | 2–0 | 0–0 |
| UD Logroñés          | 0–3 | 1–1 | 0–1 | 0–1 | 1–1 | 1–1 | 0–4 | 4–1 | 3–0 | 0–0 | —   | 1–3 | 0–1 | 2–2 | 0–0 | 0–0 | 1–0 | 1–0 | 3–0 | 2–1 |
| RCD Mallorca "B"     | 2–0 | 0–0 | 1–2 | 1–0 | 1–3 | 1–1 | 2–1 | 4–1 | 4–1 | 2–0 | 0–2 | —   | 1–1 | 1–1 | 1–1 | 3–2 | 1–0 | 1–0 | 1–3 | 1–0 |
| Ontinyent CF         | 0–1 | 1–0 | 0–0 | 0–0 | 2–1 | 3–1 | 1–1 | 1–1 | 1–0 | 2–0 | 0–0 | 0–0 | —   | 2–0 | 1–0 | 2–0 | 0–0 | 2–1 | 2–1 | 2–0 |
| Orihuela CF          | 0–0 | 0–2 | 1–0 | 1–2 | 0–1 | 2–0 | 0–0 | 1–0 | 1–0 | 0–0 | 0–3 | 2–1 | 1–1 | —   | 1–0 | 1–3 | 1–1 | 2–1 | 1–0 | 1–1 |
| CE Sabadell FC       | 1–1 | 1–0 | 0–1 | 2–3 | 1–2 | 0–0 | 1–0 | 2–0 | 3–1 | 1–0 | 0–0 | 1–4 | 1–1 | 1–2 | —   | 1–0 | 1–0 | 2–0 | 2–1 | 2–0 |
| UE Sant Andreu       | 3–0 | 3–2 | 3–1 | 3–2 | 3–1 | 2–1 | 1–0 | 2–0 | 2–0 | 5–1 | 2–2 | 0–0 | 2–0 | 0–0 | 2–1 | —   | 1–1 | 1–0 | 1–0 | 2–2 |
| CF Sporting Mahonés  | 3–4 | 1–0 | 0–3 | 0–2 | 2–2 | 1–0 | 1–1 | 1–1 | 2–1 | 0–0 | 1–1 | 0–0 | 0–2 | 2–1 | 2–1 | 2–0 | —   | 2–0 | 2–2 | 2–0 |
| Terrassa FC          | 0–2 | 1–4 | 1–0 | 0–1 | 0–2 | 1–3 | 0–4 | 1–0 | 0–0 | 0–3 | 1–0 | 3–2 | 2–2 | 2–1 | 1–1 | 1–3 | 1–1 | —   | 2–1 | 1–1 |
| Valencia CF Mestalla | 0–1 | 1–1 | 0–1 | 1–1 | 0–1 | 1–1 | 0–1 | 1–1 | 2–2 | 0–0 | 1–0 | 1–0 | 0–0 | 0–1 | 3–0 | 2–3 | 1–2 | 1–0 | —   | 0–2 |
| Villajoyosa CF       | 1–0 | 0–0 | 1–2 | 0–1 | 0–1 | 2–2 | 3–0 | 3–0 | 2–2 | 1–3 | 2–1 | 3–1 | 1–2 | 1–2 | 3–1 | 0–1 | 0–0 | 2–2 | 2–2 | —   |

### Grupo IV

#### Clasificación
| Pos. | Equipo                     | Pts. | PJ | G  | E  | P  | GF | GC | Dif. | Clasificación                                   |
| ---- | -------------------------- | ---- | -- | -- | -- | -- | -- | -- | ---- | ----------------------------------------------- |
| 1    | Granada C. F. (A)          | 76   | 38 | 23 | 7  | 8  | 74 | 37 | +37  | Acceso a Promoción de ascenso para campeones    |
| 2    | U. D. Melilla              | 76   | 38 | 22 | 10 | 6  | 55 | 37 | +18  | Acceso a Promoción de ascenso para no campeones |
| 3    | Real Jaén C. F.            | 69   | 38 | 20 | 9  | 9  | 58 | 32 | +26  | Acceso a Promoción de ascenso para no campeones |
| 4    | Polideportivo Ejido        | 65   | 38 | 19 | 8  | 11 | 47 | 28 | +19  | Acceso a Promoción de ascenso para no campeones |
| 5    | A. D. Ceuta                | 61   | 38 | 17 | 10 | 11 | 56 | 44 | +12  |                                                 |
| 6    | Lucena C. F.               | 55   | 38 | 14 | 13 | 11 | 58 | 39 | +19  |                                                 |
| 7    | C. F. Atlético Ciudad (D)  | 53   | 38 | 16 | 5  | 17 | 48 | 55 | −7   | Descenso a Tercera División                     |
| 8    | C. D. San Roque de Lepe    | 53   | 38 | 15 | 8  | 15 | 54 | 47 | +7   |                                                 |
| 9    | Unión Estepona C. F.       | 52   | 38 | 14 | 10 | 14 | 48 | 50 | −2   |                                                 |
| 10   | Écija Balompié             | 52   | 38 | 15 | 7  | 16 | 54 | 52 | +2   |                                                 |
| 11   | Caravaca C. F.             | 52   | 38 | 13 | 13 | 12 | 47 | 44 | +3   |                                                 |
| 12   | Sangonera Atlético C. F.   | 51   | 38 | 13 | 12 | 13 | 51 | 55 | −4   |                                                 |
| 13   | Real Murcia C. F. "B" (D)  | 51   | 38 | 13 | 12 | 13 | 45 | 45 | 0    | Descenso a Tercera División                     |
| 14   | Real Betis "B"             | 51   | 38 | 13 | 12 | 13 | 39 | 37 | +2   |                                                 |
| 15   | Sevilla Atlético           | 51   | 38 | 15 | 6  | 17 | 41 | 42 | −1   |                                                 |
| 16   | C. D. Roquetas             | 50   | 38 | 14 | 8  | 16 | 44 | 46 | −2   | Acceso a Promoción de permanencia               |
| 17   | Moratalla C. F. (D)        | 42   | 38 | 10 | 12 | 16 | 36 | 48 | −12  | Descenso a Tercera División                     |
| 18   | Jerez Industrial C. F. (D) | 35   | 38 | 10 | 5  | 23 | 33 | 73 | −40  | Descenso a Tercera División                     |
| 19   | U. D. Marbella (D)         | 31   | 38 | 7  | 10 | 21 | 33 | 62 | −29  | Descenso a Tercera División                     |
| 20   | Águilas C. F. (D)          | 21   | 38 | 4  | 9  | 25 | 28 | 79 | −51  | Descenso a Tercera División                     |

 Fuente: BDFutbol
Criterios de clasificación: Puntos · Enfrentamientos directos · Diferencia de goles · Goles a favor · Play-off
Notas:
1. ↑  El C. F. Atlético Ciudad desapareció al final de la temporada por motivos económicos.
2. ↑  El Real Murcia C. F. "B" descendió arrastrado por el descenso del primer equipo.
3. ↑  El Águilas C. F. desapareció al final de la temporada por motivos económicos.

#### Resultados
| Local \ Visitante     | Agu | AtC | Bet | Car | Ceu | Eci | Eji | Est | Gra | Jaé | Jer | Luc | Mar | Mel | Mor | Mur | Roq | San | SaR | Sev |
| --------------------- | --- | --- | --- | --- | --- | --- | --- | --- | --- | --- | --- | --- | --- | --- | --- | --- | --- | --- | --- | --- |
| Águilas CF            | —   | 1–1 | 1–0 | 0–1 | 0–2 | 0–1 | 2–1 | 0–1 | 1–2 | 2–2 | 1–2 | 1–1 | 0–2 | 0–0 | 2–3 | 0–0 | 0–2 | 1–2 | 2–1 | 0–2 |
| CF Atlético Ciudad    | 2–1 | —   | 2–1 | 3–1 | 0–1 | 2–0 | 0–1 | 4–2 | 0–1 | 3–2 | 1–0 | 0–2 | 2–1 | 0–1 | 5–2 | 2–1 | 1–0 | 0–2 | 2–0 | 0–0 |
| Real Betis "B"        | 3–0 | 2–0 | —   | 1–0 | 2–1 | 1–3 | 2–0 | 0–0 | 0–0 | 2–0 | 0–1 | 0–0 | 1–0 | 5–0 | 0–0 | 1–0 | 1–0 | 0–0 | 3–0 | 2–0 |
| Caravaca CF           | 7–0 | 4–0 | 4–2 | —   | 1–1 | 2–1 | 0–0 | 0–0 | 0–1 | 0–0 | 1–0 | 2–1 | 1–0 | 1–0 | 2–1 | 0–3 | 0–5 | 1–1 | 1–1 | 2–0 |
| AD Ceuta              | 2–0 | 2–1 | 0–1 | 1–1 | —   | 4–1 | 0–3 | 1–1 | 2–1 | 1–0 | 6–0 | 1–0 | 1–0 | 1–2 | 2–0 | 4–0 | 3–0 | 0–1 | 3–2 | 2–2 |
| Écija Balompié        | 2–1 | 1–3 | 1–1 | 3–2 | 1–1 | —   | 0–3 | 1–2 | 0–0 | 2–0 | 6–2 | 1–1 | 1–0 | 1–2 | 1–0 | 2–1 | 1–1 | 4–0 | 3–0 | 2–1 |
| Polideportivo Ejido   | 3–0 | 2–0 | 2–0 | 1–0 | 1–2 | 1–0 | —   | 0–2 | 1–1 | 1–0 | 3–0 | 2–1 | 2–2 | 3–1 | 2–0 | 0–0 | 0–1 | 3–0 | 0–2 | 0–1 |
| Unión Estepona CF     | 2–0 | 2–5 | 1–1 | 4–0 | 4–2 | 1–2 | 0–0 | —   | 0–4 | 1–2 | 3–1 | 1–1 | 1–0 | 1–2 | 0–0 | 1–1 | 2–1 | 3–2 | 3–0 | 2–1 |
| Granada CF            | 7–1 | 3–0 | 1–1 | 1–0 | 2–1 | 4–1 | 0–0 | 3–2 | —   | 2–0 | 4–1 | 1–0 | 5–2 | 5–1 | 2–1 | 3–1 | 2–1 | 2–0 | 2–2 | 2–1 |
| Real Jaén CF          | 3–1 | 3–0 | 2–0 | 1–1 | 2–2 | 1–0 | 2–1 | 4–0 | 2–0 | —   | 3–1 | 0–0 | 3–2 | 0–1 | 1–1 | 2–2 | 1–0 | 2–0 | 1–0 | 2–1 |
| Jerez Industrial CF   | 3–2 | 1–1 | 2–1 | 1–0 | 0–0 | 3–1 | 0–1 | 0–2 | 0–3 | 0–1 | —   | 0–0 | 1–2 | 1–3 | 0–1 | 0–0 | 0–2 | 3–2 | 2–6 | 1–0 |
| Lucena CF             | 6–0 | 1–2 | 0–0 | 2–2 | 1–1 | 3–2 | 1–2 | 1–0 | 3–1 | 2–1 | 2–0 | —   | 3–0 | 2–1 | 3–1 | 1–1 | 1–1 | 3–0 | 3–2 | 3–1 |
| UD Marbella           | 3–3 | 0–1 | 2–2 | 1–3 | 1–1 | 1–1 | 1–2 | 1–0 | 3–1 | 0–4 | 1–2 | 0–3 | —   | 0–0 | 0–2 | 0–1 | 1–2 | 5–2 | 1–5 | 0–2 |
| UD Melilla            | 2–0 | 1–1 | 0–0 | 1–0 | 2–0 | 2–1 | 0–0 | 0–0 | 1–1 | 2–1 | 1–0 | 2–2 | 1–1 | —   | 3–0 | 1–0 | 3–1 | 2–1 | 2–1 | 1–0 |
| Moratalla CF          | 3–3 | 2–0 | 2–0 | 0–0 | 2–0 | 0–1 | 0–1 | 0–0 | 1–3 | 0–1 | 1–2 | 2–1 | 0–1 | 2–2 | —   | 2–2 | 2–1 | 0–0 | 1–1 | 2–1 |
| Real Murcia CF "B"    | 0–0 | 3–1 | 2–0 | 1–1 | 3–0 | 0–4 | 1–2 | 0–2 | 0–1 | 0–0 | 3–0 | 1–0 | 2–0 | 0–2 | 2–0 | —   | 2–1 | 1–1 | 1–1 | 3–1 |
| CD Roquetas           | 1–1 | 2–0 | 0–0 | 2–2 | 0–1 | 1–1 | 1–1 | 2–0 | 1–0 | 0–3 | 3–2 | 2–1 | 1–1 | 2–4 | 2–0 | 0–2 | —   | 2–1 | 2–0 | 1–0 |
| Sangonera Atlético CF | 2–0 | 1–0 | 5–2 | 2–2 | 1–2 | 1–0 | 2–1 | 4–2 | 3–2 | 1–1 | 0–0 | 3–3 | 0–0 | 1–4 | 0–0 | 5–1 | 3–0 | —   | 0–0 | 2–1 |
| CD San Roque de Lepe  | 2–0 | 2–2 | 3–0 | 0–2 | 3–0 | 1–0 | 2–1 | 3–0 | 1–0 | 0–3 | 3–1 | 1–0 | 0–1 | 2–1 | 1–2 | 3–0 | 2–0 | 0–0 | —   | 0–1 |
| Sevilla Atlético      | 0–1 | 3–1 | 2–1 | 2–0 | 2–2 | 3–1 | 1–0 | 1–0 | 2–1 | 0–2 | 3–0 | 1–0 | 0–0 | 0–1 | 0–0 | 1–4 | 1–0 | 2–0 | 1–1 | —   |

#### Máximos goleadores
| #  | Jugador       | Equipo                | Goles |
| -- | ------------- | --------------------- | ----- |
| 1º | Fernando      | Real Jaén CF          | 7     |
| 2º | Joaquín       | CD San Roque de Lepe  | 5     |
| 3º | Sergio Berrio | CD San Roque de Lepe  | 4     |
| 4º | Carreño       | Sevilla Atlético      | 4     |
| 5º | Perona        | Sangonera Atlético CF | 4     |

#### Porteros menos goleados
| #  | Jugador    | Equipo       | Goles | Partidos | Promedio |
| -- | ---------- | ------------ | ----- | -------- | -------- |
| 1º | Tejera     | Real Jaén CF | 2     | 8        | 0,25     |
| 2º | Ramón      | AD Ceuta     | 5     | 7        | 0,71     |
| 3º | Dorronsoro | UD Melilla   | 6     | 8        | 0,75     |
| 4º | Marrama    | Moratalla CF | 7     | 8        | 0,87     |

## Promoción de ascenso a Segunda División
- Se clasifican los siguientes equipos a la promoción de ascenso:

| Pos                                              | Grupo I         | Grupo II            | Grupo III        | Grupo IV            |
| ------------------------------------------------ | --------------- | ------------------- | ---------------- | ------------------- |
| 1º                                               | SD Ponferradina | AD Alcorcón         | UE Sant Andreu   | Granada CF          |
| 2º                                               | SD Eibar        | Real Oviedo         | FC Barcelona "B" | UD Melilla          |
| 3º                                               | CF Palencia     | CD Guadalajara      | Ontinyent CF     | Real Jaén CF        |
| 4º                                               | Pontevedra CF   | Universidad LPGC CF | CD Alcoyano      | Polideportivo Ejido |
| En negrita equipos que suben a Segunda División. |                 |                     |                  |                     |

## Promoción de permanencia
- Se clasifican los siguientes equipos a la promoción de permanencia:

| CD Guijuelo                                           | CD Toledo | RCD Espanyol "B" | CD Roquetas |
| En negrita equipos que descienden a Tercera División. |           |                  |             |

## Resumen
Ascienden a Segunda división:
| - Agrupación Deportiva Alcorcón | - Fútbol Club Barcelona "B" | - Granada Club de Fútbol | - Sociedad Deportiva Ponferradina |

Descienden a Tercera división: 
| Grupo I - Sestao River Club - Club Deportivo Izarra - Racing Club de Ferrol - Sociedad Deportiva Compostela | Grupo II - Club Deportivo Toledo - Real Racing Club de Santander "B" - Club de Fútbol Villanovense - Club Deportivo Tenerife "B" - Unión Deportiva Lanzarote | Grupo III - Real Club Deportivo Espanyol "B" - Villajoyosa Club de Fútbol - Valencia Club de Fútbol Mestalla - Club de Futbol Gavà - Terrassa Futbol Club | Grupo IV - Club de Fútbol Atlético Ciudad - Real Murcia Club de Fútbol "B" - Moratalla Club de Fútbol - Jerez Industrial Club de Fútbol - Unión Deportiva Marbella - Águilas Club de Fútbol |

Campeón de Segunda División B:
| - GRANADA CLUB DE FÚTBOL |

## Copa del Rey
Los cinco primeros clasificados de cada grupo, exceptuando a los filiales, y los cuatro siguientes equipos con mejor puntuación en todos los grupos se clasifican para la siguiente edición de la Copa del Rey. La plaza de los filiales la ocupan los siguientes equipos mejor clasificados.